# Lepidodexia panamensis
Lepidodexia panamensis är en tvåvingeart som först beskrevs av Carroll William Dodge 1968. Lepidodexia panamensis ingår i släktet Lepidodexia och familjen köttflugor.
Artens utbredningsområde är Panama. Inga underarter finns listade i Catalogue of Life.